# 匠 (ミュージシャン)
匠（たくみ、1980年1月22日 - ）は、日本の音楽家、マニピュレーター。sukekiyoのギタリスト、ピアニスト。山口県下関市出身。血液型O型。

## 概略
中学校時代に知ったX JAPANの影響によりギターとピアノを独学で習得する
2001年、RENTRER EN SOIを結成。2008年解散。
2009年、DIR EN GREYのマニピュレーターとしてレコーディング、ライブに参加。
2013年、DIR EN GREYのボーカル京のソロプロジェクトsukekiyoにメンバーとして参加。
2020年、自身初のピアノリサイタルを決行。